# Inns of Court

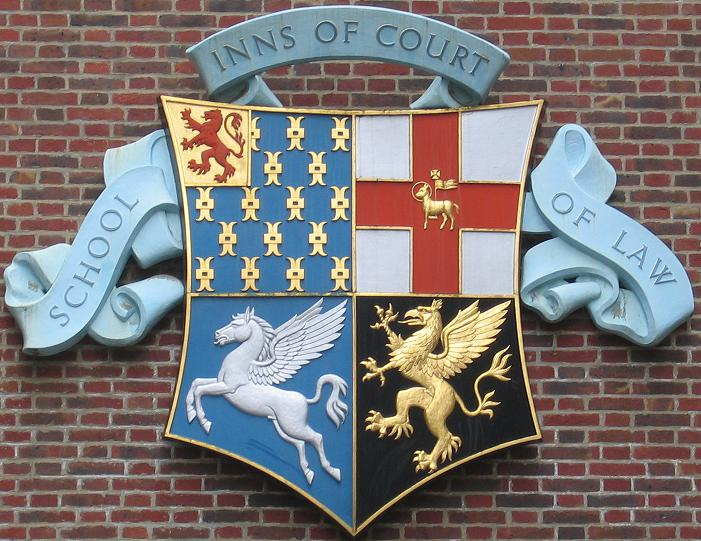
Erby všech čtyř Inns of Court v jednom. Od levého horního rohu po směru hodinových ručiček: Lincoln's Inn, Middle Temple, Gray's Inn, Inner Temple.

The Inns of Court (doslova soudní hostince) je kolektivní jméno pro čtyři profesionální sdružení barristerů (jednoho ze dvou druhů anglických advokátů, kteří mohou praktikovat u Korunního soudu). Všichni barristeři musí být členy jedné z Inns a zároveň členy Bar Council (Rady barristerů), a tato dvě členství v sobě kombinují funkce české advokátní komory.
Od 13. století začaly v Londýně vznikat ústřední soudy, kolem jejichž koordinační činnosti se formuje common law, společné právo celého království. V hospodách v okolí těchto soudů, kde se ubytovával rostoucí počet právníků, se přirozeně zformovaly jejich školy a profesní organizace. Historickým vývojem se počet Inns of Court zredukoval na dnešní čtyři, Lincoln's Inn, Middle Temple, Gray's Inn a Inner Temple. Jejich budovy se nacházejí u západní hranice Londýnské City v blízkosti Královského soudního dvora.
I když je možné alespoň přibližně zjistit roky založení jednotlivých Inns, tradičně se všechny považují za sobě rovné a žádná si nenárokuje prvenství.
Inns přestaly být zodpovědné za výuku práva v roce 1852, ačkoli dále školí budoucí barristery a pořádají profesní společenské akce. Mají tedy tři kategorie členů: studenty, barristery a mistry lavice (angl. Masters of the Bench), kteří tvoří vedení jednotlivých společností. Mistrem může být zvolen kterýkoli z barristerů, v praxi jimi ale jsou jen soudci vyšších soudů s titulem QC (Queen's Council, královský rada). Výkonné funkce jsou dnes převážně v kompetenci Bar Council.
Inner Temple a Middle Temple, které se nacházejí na území City, si zachovaly svá středověká privilegia a mají specifický historický druh samosprávy; nespadají pod City of London Corporation. Většinu budov dnes tvoří slavnostní sály a kanceláře advokátů (angl. chambers).
Jména Inner Temple a Middle Temple pocházejí od sousedního Templářského chrámu (angl. Temple Church), který ve 12. století vybudoval řád templářů. Celá oblast se podle něj jmenuje Temple. Obě právnické komory ho dnes užívají jako kostel.

## Inner Temple

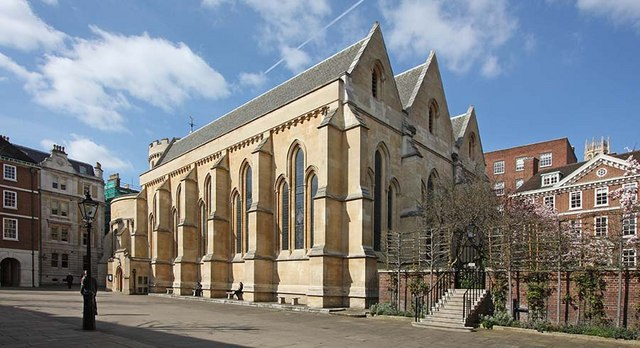
Temple Church

The Honourable Society of the Inner Temple (Ctihodné společenství vnitřního chrámu) existuje nejméně od roku 1388. Název Inner Temple nese proto, protože chrám leží uvnitř jejich hranic.
Inner Temple mají v oblibě filmové a televizní produkce pro jeho viktoriánský ráz.

## Middle Temple
The Honourable Society of the Middle Temple (Ctihodné společenství středního chrámu) je západním křídlem Temple, sídla řádu Templářů do zrušení tohoto řádu v roce 1312.
V roce 1602 zde byl poprvé inscenován Shakespearův Večer tříkrálový.